# Chaumont-en-Vexin
 Chaumont-en-Vexin  es una comuna y población de Francia, en la región de Picardía, departamento de Oise, en el distrito de Beauvais. Es la cabecera y principal población del cantón de su nombre.
Su población en el censo de 1999 era de 3.078 habitantes.
Está integrada en la Communauté de communes du Vexin Thelle, de la cual es la mayor población.

## Demografía
| 1,763 | 1,763 | 1,818 | 1,889 | 2,027 | 2,697 | 2,965 | 3,078 |
| Para los censos de 1962 a 1999 la población legal corresponde a la población sin duplicidades (Fuente: INSEE [Consultar]) |       |       |       |       |       |       |       |